# Eucyrtopogon comantis
Eucyrtopogon comantis är en tvåvingeart som beskrevs av Charles Howard Curran 1923. Eucyrtopogon comantis ingår i släktet Eucyrtopogon och familjen rovflugor. Inga underarter finns listade i Catalogue of Life.